# Chlosyne endeis pardelina
Chlosyne endeis pardelina es una subespecie endémica de la mariposa Chlosyne endeis de la familia Nymphalidae. La subespecie es endémica de México. Fue descrita por Higgins, 1960.

## Descripción
Esta subespecie es similar a la subespecie típica Chlosyne endeis endeis, sin embargo, se considera otro taxón, por algunas diferencias en los colores de las serie de manchas, que a continuación se describen. Las alas anteriores en su vista dorsal son de color negro, presenta dos puntos blancos, con manchado con pocas escamas anaranjadas dentro de la celda discal, y a la misma altura un punto del mismo color en la celda 2A-Cu2. Presenta una serie de manchas de color blanco, con manchado con escamas naranjadas en la zona postdiscal de margen a margen sin tocar sin tocar los bordes. También presenta otra serie de puntos más pequeños que los anteriores de color blanco desde las celdas R4-R3 a Cu1-Cu2.  En el margen externo presenta pelos blancos y negros;  blancos en el margen anal o interno. Las alas posteriores en su vista dorsal son de color negro, y estas presentan una serie de manchas ovaladas de color blanco con manchado con escamas anaranjadas en la zona postdiscal interna, y cuatro manchas anaranjadas en la zona postdiscal externa, más grandes que en la especie típica. Presenta pelos blancos y negros en el margen externo y blancos en el margen interno o anal. Ventralmente las alas anteriores son de color negro, y en la celda costal es de color anaranjado casi en su totalidad, este manchado se extiende a lo largo de la celda costal, hasta el área postdiscal interna. Presenta una serie de puntos blanco en la zona postdiscal interna (que se transparentan por debajo del manchado con escamas anaranjadas), y otras serie puntos más pequeños en la zona postdiscal externa y en la zona submarginal. En el ala posterior en su vista dorsal presenta varias bandas de color beige muy claro (en la especie típica son blancas) y serie de puntos blancos y anaranjados.
Cabeza, tórax y abdomen son de color negro. Las antenas son de color negro con escamas blancas.  Cabeza en su vista ventral es de color blanco, con palpos del mismo color, tórax de color blanco con pelos del mismo color, el abdomen un gran porcentaje es de color negro, con pelos blancos en el centro. Ambos sexos son similares.

## Distribución
Sur de Texas, al Noreste de México. En México ha sido reportada en los estados de Coahuila, Hidalgo, Nuevo León, Querétaro, San Luis Potosí y Tamaulipas.

## Hábitat
Sitios con selva baja espinosa caducifolia o bosque subtropical con espinas.

## Estado de conservación
Se conoce solo para unos pocos estados de la república mexicana, particularmente donde se distribuye la planta de alimentación de la oruga. En Texas se ha reportado en Carlowrightia parviflora (Acanthaceae), como planta de alimentación. No se encuentra enlistada en la NOM-059.